# 贝尔珀
贝尔珀（Belper）是英格蘭德比郡的一個城市和民政教區。2011年，贝尔珀有人口21,823人。